# Sit-and-go
 (août 2025).
Si vous disposez d'ouvrages ou d'articles de référence ou si vous connaissez des sites web de qualité traitant du thème abordé ici, merci de compléter l'article en donnant les références utiles à sa vérifiabilité et en les liant à la section « Notes et références ».
Le sit-and-go est une compétition au cours de laquelle le ou les gagnants sont désignés en jouant au poker, selon une des variantes du poker. Généralement joué avec une seule table, il démarre aussitôt que le nombre de joueurs demandés est atteint.

## Règles
Contrairement à un tournoi de poker classique, un sit-and-go n'est pas programmé à date et heure fixes et démarre aussitôt que le nombre de joueurs demandés est atteint.
Il est d'ordinaire joué avec une seule table. Mais il existe des sit-and-gos joués avec plusieurs tables.